# Josefina Mateu Ibars
Josefina Mateu Ibars (Lleida, 9 de maig de 1933 - Barcelona, 25 de novembre de 2015) va ser una bibliotecària i professora universitària catalana, catedràtica de Paleografia i Diplomàtica.

## Biografia
Filla de la bibliotecària Josefina Ibars i Puigvert i de l'historiador valencià Felip Mateu i Llopis, va estudiar Filosofia i Lletres a la Universitat de Barcelona, on el 1960 es va doctorar en la secció d'Història amb la tesi «Los virreyes de la antigua Corona de Aragón», dirigida per Jaume Vicens Vives, la qual va rebre el Premi Ciutat de Barcelona de Tesis Doctorals el 1962. Va ser professora de l'Escola de Bibliotecàries i va col·laborar habitualment amb la revista Biblioteconomia, el butlletí de l'Escola. Va ingressar al Cos Facultatiu d'Arxivers, Bibliotecaris i Arqueòlegs, essent la seva primera destinació a la Biblioteca Universitària de València. Més endavant va passar a treballar a la Biblioteca Universitària de Barcelona, de la qual acabaria sent directora. Durant la dècada de 1960 va ser professora a l'Institut Jaume Balmes. Posteriorment fou catedràtica de Paleografia i Diplomàtica, primer a la Universitat de Granada, i a partir de 1973 a la Universitat de Barcelona.
La seva obra publicada es reparteix entre estudis relacionats amb biblioteques i arxius, i els seus fons, i estudis que giren al voltant de la paleografia i la diplomàtica, amb moltes col·laboracions a revistes i contribucions en llibres, a banda d'alguns llibres publicats.

## Llibres publicats
- Aportación documental en torno al naufragio de la Armada Española en la Herradura (Almuñécar), amb María del Carmen Calero. Ayuntamiento de Almuñécar, 1990. ISBN 84-500-1197-3
- Braquigrafía de sumas: estudio analítico en la traditio de algunos textos manuscritos, incunables e impresos arcaicos: (s. XIII-XVI). Universitat de Barcelona, 1984. ISBN 84-7528-141-9
- Colectánea paleográfica de la Corona de Aragón: siglos IX-XVIII, amb María Dolores Mateu Ibars. Universitat de Barcelona, 1980. ISBN 84-600-2108-4